# Subdivision au Rwanda
 (juillet 2020).
La mise en forme du texte ne suit pas les recommandations de Wikipédia : il faut le « wikifier ».
Les points d'amélioration suivants sont les cas les plus fréquents. Le détail des points à revoir est peut-être précisé sur la page de discussion.
- Les titres sont pré-formatés par le logiciel. Ils ne sont ni en capitales, ni en gras.
- Le texte ne doit pas être écrit en capitales (les noms de famille non plus), ni en gras, ni en italique, ni en « petit »…
- Le gras n'est utilisé que pour surligner le titre de l'article dans l'introduction, une seule fois.
- L'italique est rarement utilisé : mots en langue étrangère, titres d'œuvres, noms de bateaux, etc.
- Les citations ne sont pas en italique mais en corps de texte normal. Elles sont entourées par des guillemets français : « et ».
- Les listes à puces sont à éviter, des paragraphes rédigés étant largement préférés. Les tableaux sont à réserver à la présentation de données structurées (résultats, etc.).
- Les appels de note de bas de page (petits chiffres en exposant, introduits par l'outil «  Source ») sont à placer entre la fin de phrase et le point final[comme ça].
- Les liens internes (vers d'autres articles de Wikipédia) sont à choisir avec parcimonie. Créez des liens vers des articles approfondissant le sujet. Les termes génériques sans rapport avec le sujet sont à éviter, ainsi que les répétitions de liens vers un même terme.
- Les liens externes sont à placer uniquement dans une section « Liens externes », à la fin de l'article. Ces liens sont à choisir avec parcimonie suivant les règles définies. Si un lien sert de source à l'article, son insertion dans le texte est à faire par les notes de bas de page.
- La présentation des références doit suivre les conventions bibliographiques. Il est recommandé d'utiliser les modèles {{Ouvrage}}, {{Chapitre}}, {{Article}}, {{Lien web}} et/ou {{Bibliographie}}. Le mode d'édition visuel peut mettre en forme automatiquement les références.
- Insérer une infobox (cadre d'informations à droite) n'est pas obligatoire pour parachever la mise en page.

Pour une aide détaillée, merci de consulter Aide:Wikification.
Si vous pensez que ces points ont été résolus, vous pouvez retirer ce bandeau et améliorer la mise en forme d'un autre article.
 (juillet 2020).
 (juillet 2020).

## Avant la colonisation[1]
Le Bufundu est une région qui correspond peu ou prou à l'actuel district de Nyamagabe (ancienne préfecture de Gikongoro)
Le Ndorwa correspond peu ou prou à l'ancienne préfecture de Byumba. Cette région fut coupée en deux lors de la colonisation en 1910, l'autre partie faisant partie de l'Ouganda (district de Kabale jusqu'à la pointe sud du lac Edouard).
La région nommée Mubali correspond au Parc national de l'Akagera.
Gisaka est une ancienne région qui correspond peu ou prou à l'ancienne préfecture de Kibungo
Le Nduga correspond peu ou prou à l'ancienne préfecture de Gitarama
La région de Bugoyi correspond peu ou prou à la région de la ville de Gisenyi
Le Bugesera s'appelait déjà ainsi à l'époque pré-coloniale.
Bugara correspond à la région des volcans (nord de Ruhengeri)
Buberuka (sud de l'ex préfecture de Ruhengeri)
Les régions de Busigi, Buriza, Bwanacyambwe, Buganza et Kigali, correspondent à Kigali jusqu'à la partie ouest du lac Muhazi et au nord de l'ex préfecture de Kigali-Rural
Bukuzi et Kinyaga (ex préfecture de Cyangugu, district de Rusizi et Nyamasheke)
Bwisha (districts de Karongi, Ngororero...)
Buyenz, Burwi, Bungwe, Busanza (région de Butare)
Tongo (aujourd'hui région de Walikale), Gisigali, Bwishya, Bufumbira (parties de l'actuel Nord-Kivu, convention du 11 août 1910 entre l'Allemagne et la Belgique)

## Les anciennes structures administratives du Rwanda sous administration coloniale belge
Avant l'indépendance en 1962, le Rwanda sous tutelle belge fut divisé en huit territoires :
Astrida (devenu Butare), Biumba (devenu Byumba), Kibungu (devenu Kibungo), Kigali, Kîsenyi (Gisenyi), Nyanza, Ruhengeri, Shangugu (devenu Cyangugu)
Le site web Statoid indique que la préfecture de Gitarama est créée en 1959.

## Les préfectures du Rwanda (1962-2002)
Lors de la période post-indépendance, et ce jusqu'au 1er janvier 2002, le Rwanda est divisé en préfectures, sous-préfectures, communes, secteurs et cellules.

### Les 10 préfectures du Rwanda (1962-1992)
Butare, Byumba, Cyangugu, Gikongoro, Gisenyi, Gitarama, Kibungo, Kibuye, Kigali, Ruhengeri.
Ces préfectures sont divisées en 143 communes, dirigées par un bourgmestre nommé par le président de la IIe République.

### Les 11 préfectures du Rwanda (1992-1996)
En 1992, une onzième préfecture (Kigali) est créée : il s'agit en fait de la séparation entre Kigali-ville et Kigali-rural 

#### Les ex communes de l'ancienne préfecture de Gisenyi[6]
Gaseke (ex secteurs : Mwendo, Kabuye, Magaba, Rwili, Bukonde, Rwankeke, Bukende, Gisebeya, Muhanda, Rurambo)
Giciye (ex secteurs : Birembo, Rubare, Gihira, Rubona, Murambi, Nyamugeyo, Gasasa, Kintarure, Shyira, Jomba, Shaki, Mutanda, Cyarwa) 
Kanama (ex secteurs :  Bisizi, Kayove, Kanama, Karambo, Nkuli, Kigarama, Kanombe, Rugomero, Mukondo, Nyundo, Nyabirasi) 
Karago (ex secteurs :  Nanga, Bumba, Mwiyanike, Rurembo, Ndorwa, Muhungwe, Rambura, Gakarara) 
Kayove (ex secteurs :  Kayove, Mushonyi, Gishwati, Ngabo, Kigeyo, Vumbi, Gihumba,
Rugamba, Kinunu, Busanza, Syiki, Musasa, Murama, Gihinga, Boneza)
Kibilira (ex secteurs :  Karehe, Kirengo, Rubona, Ntobwe, Ngurugunzu, Gitarama, Rugarama, Ntaganzwa, Rongi, Nyamisa, Gatumba, Mikingo)
Mutura (ex secteurs : Mutovu, Rusiza, Tamira, Mugongo, Mudende, Nyaruteme, Nyamirango, Cyambara, Kora, Kabatwa, Butaka, Kanzenze, Gihorwe)
Nyamyumba (ex secteurs :  Bushoko, Gashashi, Mwufe, Kivumu, Budaha, Busoro, Kiraga, Kinigi, Munanira, Rubona, Rushubi, Kabilizi) 
Ramba (ex secteurs : Bayi, Kavumu, Kimanu, Sovu, Nyampili, Kageyo, Mabuye, Suti)
Rubavu (ex secteurs : Gisenyi, Byahi, Gisa, Murara, Rugerero, Basa, Murambi, Bulinda, Muhira)
Rwerere (ex secteurs :  Mukingo, Gabiro, Mubona, Kantwali, Busumba, Rwanzekuma, Nyarushyamba, Kinyanzovu, Muhanda, Gacurabwenge)
Satinsyi (ex secteurs : Mpara, Murambi, Ruhunga, Ngororero, Mbuye, Kiziguro, Gitwa,
Munini, Gitega, Matyazo, Rucano, Musagara, Gashonyi, Matyazo)

#### Les ex communes de l'ancienne préfecture de Ruhengeri[7]
Nkuli (ex secteurs : Gatovu, Gitwa, Jenda, Kareba, Kintobo, Mukamira, Musumba, Rukoma, Runigi, Ryinyo [Lyinyo]) 
Nyamutera (ex secteurs : Cyanika, Kageri, Marangara, Mukirangwe, Murama, Nyarutembe, Rugera, Tubungo) 
Gatonde (ex secteurs : Busengo, Cyibumba, Gahanga, Gakenke, Kivune, Mugandu, Munanira, Nyakagezi, Rusasa)
Ndusu (ex secteurs : Buhunga, Janja, Kabingo, Kiriba, Kiringa, Mataba, Mugunga, Muzo, Mwumba, Rusoro, Tandagura.)
Nyarutovu (ex secteurs : Bwisha, Gakenke, Gashenyi, Gihinga, Gitovu, Kajwi, Karambo, Kiriba, Kinyoma, Ruhangari/Ruhangali, Ruhinga I, Ruhinga II.
Cyeru (ex secteurs :  Butare, Gacundura, Kabona, Kalingorera, Kamubuga, Kiboga (Kibogu ?), Kinihira, Mugamba, Ndago, Rugendabare, Ruhanga, Ruhombo (Ruhondo ?), Rusarabuge, Ruyange, Rwerere)
Cyabingo (ex secteurs : Bushoka, Bugaragara, Cyabingo, Gitwa, Kavumu, Kiganda, Muhaza, Muhororo, Muramba, Ngege, Nyundo, Rugimbu, Rukore, Rurembo, Rutare) 
Nyamugali/Nyamugari (ex secteurs : Kabingo, Mushubi, Gaseke, Rushara, Kidomo, Nemba, Rubona, Gicuba, Mushongi, Muvumo, Rukore, Kivumu, Gaseke, Gicuba, Kabingo, Kidomo, Kivumu, Mushongi, Muvumo, Mushubi, Nemba, Rubona, Rushara, Rukore)
Butaro (ex secteurs : Buhita, Bukaragata, Burandi, Kayange, Kindoyi, Kinyababa, Musama, Rugendabare (Rugendabari ?), Ruliba, Rutovu) 
Kidaho (ex secteurs : Burambi, Burera, Butenga, Butete, Cyanika, Gitaraga, Gitare, Kagogo, Kidaho, Rugarama) 
Nkumba (ex secteurs : Gahunga, Gatete, Gihera (Giheta ?), Gitinda, Kabaya, Kinoni, Maya, Musanzu (Musanze ?), Mwiko, Nyanga, Ruhondo, Rutamba) 
Kigombe (ex secteurs : Kabaya, Musanze, Gahondogo, Gashangiro, Cyuve, Muhoza, Gasanze, Mubona, Gacaca, Cyuve, Gacaca, Gahondogo, Gasanze, Gashangiro, Kabaya, Mubona, Muhoza, Musanze, Rubange…)   
Kinigi (ex secteurs : Bisate, Gasiza, Gihora, Kabwende, Kagano, Kanyamiheto, Musanze, Nyabisinde, Nyange, Nyarugina, Rwankuba, Tero) (nouveau district : Musanze)  
Mukingo (ex secteurs : Busogo, Nyabirehe, Gataraga, Gikoro, Muhingo, Rwinzovu, Shingiro, Kimonyi, Gatagara)  
Nyakinama (ex secteurs : Gisoro, Kabere I, Kabere II, Kabere III, Kanza, Kitabura, Muguli, Muko, Nkotsi, Rubona, Rugalika/Rugarika, Rusanze, Rutoyi) (nouveau district : Musanze) 
Ruhondo (ex secteurs : Rwaza, Ruhinga, Ntarama, Remera, Kinari ou Kinazi, Ryandizi, Gashaki, Kigarama, Gashake, Kirarama, Kiruri, Mukono, Ntarama, Remera, Ruhinga, Rusayo, Rwaza, Ryandinzi)  

##### Les ex communes de l'ancienne préfecture de Kibungo[8]
Rutonde (ex-secteurs : Rutonde, Rweru, Kaduha, Nkungu, Rwikubo, Kigabiro, Nyarusange, Nsinda et Sovu.)   
Muhazi  (ex-secteurs : Kitazigurwa, Nyagatovu, Kabare, Murambi, Mukarange, Nyarugali, Ruhunda, Gati, Munyiginya, Gishali ou Gishari, Nkomangwa et Nyarubuye.) 
Kabarondo (ex-secteurs : Kabarondo, Cyinzovu, Rundu, Rubira, Rukira, Nkamaba, Muramira, Ruyonza, Rusera, Shyanda, Bisena et Murama.) 
Kayonza (ex-secteurs : Kayonza, Murabuturo, Gasogi, Shyogo, Nyamirama, Musumba, Rutare et Rwinkwavu) 
Birenga (ex-secteurs : Kibungo, Ngoma ?, Birenga, Kibaya, Ndamira, Gahulire ou Gahurire, Sakara, Kibara, Kibimba, Bare, Matongo, Gahara et Gashongora.) 
Kigarama (ex-secteurs : Rubona, Vumwe, Kansana, Fukwe, Remera, Gahima, Gasetsa... Kabare I, Kabare II, Rurenge, Kaberangwe, Gashanda, Fukwe) 
Mugesera (ex-secteurs : Kukabuye, Shywa, Cyizihira, Kirambo, Ngara, Kibare, Matongo, Karembo, Kabilizi I, Kabilizi II, Nyange, Gatare, Zaza, Sangaza et Kagashi.) 
Sake (ex-secteurs : Rukumberi, Nsholi, Ntovi I, Ntovi II, Gituza, Rubago, Mabuga I, Mabuga II, Nshili I, Nshili II, Ruyema, Mbuye et Jarama.)
Rukira (ex-secteurs : Rurenge, Mubago, Murama, Rurama, Gitwe, Gituku, Rugarama, Gashiru, Ntaruka et Mushikiri.)
Rusumo (ex-secteurs : Kirehe, Kigina, Gatore, Musuza, Kigarama, Nyamugali, Gisenyi, Nyabitare, Kankobwa et Nyarubuye.) 
Rukara (secteur Rukara, Gahini, Kawangire, Kiyenzi, Nyakabunyo, Nyawera, Rwimishinya, Ramanyoni) \

##### Les ex communes deKigali-Ville
Kacyiru (ex secteurs : Remera, Kimihurura, Kacyiru, Gisozi...) 
Kicukiro (ex secteurs : Kicukiro, Kagarama, Gatenga, Gikondo...) 
Nyarugenge (ex secteurs : Gatsata, Nyarugenge, Rugenge, Gitega, Biryogo, Nyamirambo, Kimisagara…)

##### Les ex communes deKigali rural[9]
Mbogo (ex secteurs : Mbogo, Ruhanda, Binaga, Nyabuko, Rusagara, Ngoma, Musake ou Museke, Cyinzuzi...)
Mugambazi (ex secteurs : Butangampundu, Kiyanza, Kirwa, Kanyoni, Murambi, Niyaba, Rusasa...)
Musasa (ex secteurs : Mbilima, Coko, Nyange, Nkara, Huro, Musagara, Ruli, Gatagara, Gihande, Gakingo...)
Rushashi (ex secteurs : Buheta, Minazi, Kiruku, Rushashi, Gihinga, Raba, Gatare, Joma, Shyombwe, Kiruku)
Shyorongi (ex secteurs : Muhondo ou Ruhondo, Bwenda, Gitanda, Rwahi, Rusiga, Shyorongi, Rutonde, Nzove, Kanyinya, Gitanda)
Tare (ex secteurs : Bumba, Ruganda, Nganze, Marabana, Tare, Busahane, Rutandali, Remera...)
Rutongo (ex secteurs : Kabuye, ..dabane, Ngiryi, Masoro, Muhororo, Cyuga, Rubingo, Jali...) 
Butamwa (ex secteurs : Butamwa, Nyarubande...)
Bicumbi (ex secteurs : Bicumbi, Murehe, Nyakaliro, Murama, Karenge, Nyamatete, Rubona, Nawe, Gahengeri, Muyumbu, Mwulire, Nzige, Karenge, Bihembe...)
Gikomero (ex secteurs : Bumbogo, Gasabo, Gicaca, Gikomero, Gishaka, Kayanga, Nduba, Rutunga, Sha and Shango) 
Gikoro (ex secteurs : Runyinya, Fumbwe, Mununu, Rutoma, Duha, Gicaca, Musha...)
Kanombe (ex secteurs : Gahanga, Kagas..., Rwabutenge, Busanza, Masaka, Kanombe, Nyarugunga, Masaka, Rushashe, Samuduha...)
Rubungo (ex secteurs : Jurwe, Rusororo, Gasogi, Rubungo, Karama, Ndera, Gasogi)
Gashora (ex secteurs : Gashora, Juru, Musovu, Rwinume, Karera, Rilima, Mwendo, Mbyo, Nkanga, Rweru)
Kanzenze (ex secteurs : Ntarama, Kibungo, Kanzenze, Rulindo, Musenyi, Gicaca, Nyagi..nika, Mayange, Muyenzi, Maranyundo, Mwogo, kayumba)
Ngenda (ex secteurs : Ruhuha, Kindama ?, Kavumu, Nyakayaga, Burenge, Rutonde, Nyarugenge, Shyara, Nziranziza, Gakomeye, mareba, Gakamba)

##### Les ex communes de l'ancienne préfecture de Gitarama[10]
Mukingi (ex secteurs : Nyagasozi, Muhororo, Mukingi, Kimegeri, Mahembe, Rugogwe, Ntenyo, Mpanda, Kamusenyi, Nyakabuye, Rugogwe, Gitega, Dusego, Rutagara)
Nyamabuye (ex secteurs : Gitarama, Gahogo, Gihuma, Ruli, Shyogwe, Munyinya, Kivumu, Takwe, Mpushi, Musumba, Rukaza, Mbuye, Rwamaraba, Gatenzi)
Mushubati (ex secteurs : Kaduha, Mwaka, Cukiro, Gatikabisi, Gifumba, Remera, Kanyinya, Mata, Kagarama, Gikomero, Muhanga, Karama)
Buringa (ex secteurs : Nyabitare, Musange, Bulinga, Buranga, Musenyi, Gasave, Nyarutovu, Buramba, Remera, Rugendabare)
Tambwe (ex secteurs : Nyamagana, Gitisi, Munini, Bunyogombe, Tambwe, Ntenyo, Buhoro, Mayunzwe)
Kigoma yari igizwe na Segiteri ya Butare, Gahombo, Kigoma, Ngwa, Gasoro, Mukingo, Mpanga, Remera, Kiruri, Rwoga, Kavumu, Rubona)
Rutobwe (ex secteurs : Gatovu, Cyeza, Ntonde, Mara, Cyubi, Shyanda, Mala, Giko, Rutongo)
Nyakabanda (ex secteurs : Ngaru, Nyabinoni, Gitumba, Shaki, Kivumo, Kibangu, Kibimba, Kagogwe, Gasovu, Rusuli, Kirwa)
Nyabikenke (ex secteurs : Kigina, Gitovu, Mugunga, Kavumu, Mahembe, Kiyumba, Kigwaguro, Rukaragata, Kabuye, Ngoma)
Murama (ex secteurs : Bweramana, Nkomero, Joma, Runyengando, Gaco, Nyabinyenga, Cyabakamyi, Mucubira, Rubona)
Ntongwe (ex secteurs : Kinazi, Rutabo, Rubona, Gisali, Musamo, Gikoma, Kareba, Ntongwe, Nyabitare, Nyarurama, Nyakabungo, Shyira, Gitovu)
Mugina (ex secteurs : Kiyonza, Mbati, Bibungo, Cyeru, Mugina, Mukinga, Ngoma, Nteko)
Masango (ex secteurs : Kadaho, Rwesero, Rwankuba, Munanira, Rwoga, Karambi, Nyakogo, Rukina, Kirwa, Gitinda, Muremure)
Musambira (ex secteurs : Nkomane, Gatizo, Nyamiyaga, Birambo, Musambira, Gihembe, Nyarubaka, Kambyeyi, Bimomwe)
Runda (ex secteurs : Gihara, Ruyenzi, Runda, Sheri, Kinyambi, Rugarika, Kigese)
Taba (ex secteurs : Ngamba, Karangara, Gisheshe, Bugoba, Kamonyi, Musenyi, Taba, Buguli)
Kayenzi (ex secteurs : Gihira, Bitare, Bunyonga, Muganza, Nyamirembe, Marenga, Cubi, Kirwa, Kayenzi, Bugarama)

##### Les ex communes de l'ancienne préfecture de Gikongoro[11]
Karama (ex secteurs : Muganza, Kiraro, Kibingo, Cyanika, Gitega, Ngoma, Nyanzoga, Kiyumba, Kibingo) 
Karambo (ex secteurs : gasiza, Rugazi, Nyakiza, Kibumwe, Nkurubuye, Rugarama, Mukongoro, Kavumu) 
Kinyamakara (ex secteurs : Gikomeye, Murera, Kiyaga, Rwamweru, Karama, Bitare, Muhanga, Kamweru)
Kivu (ex secteurs : Shaba, Cyanyirankora, Gahurizo, Rwishywa, Tangabo, Nyabimata, Kivu, Muganza...)
Mubuga (ex secteurs : Nyarushishi, Kibeho, Nyarusovu, Ruseke...)
Mudasomwa (ex secteurs : Kitabi, Tare I, Tare II, Mujuga, Nkumbure, Buhoro, Nyamigina, Uwinkingi, Kibyagira, Munini, Mukungu, Uwingugu, Mujuga)
Muko (ex secteurs : Kanyege, Musaraba, Bitandana, Kabavu, Jimbu, Cyobe, Muke, Yonde, Sovu, Musenyi, Kabavu, Gitondorero...)
Musange (ex secteurs : Kigoma, Kibaga, Cyabute, Cyabasana, Ruhinga, Mugote, Jenda, Nkore...)
Musebeya (ex secteurs : Nyarwungo, Murambi, Gikungu, Rusekera, Rugano, Gatovu, Gakangaga, Bushigishigi)
Nshili (ex secteurs : Masunzu, Gisanze, Rutiti, Remera, Busanze, Shororo, Runyombyi, Gisoro, Ruheru, Gitita...)
Nyamagabe (ex secteurs : Kibirizi, Remera, Gikongoro...)
Rukondo (ex secteurs : Gahunga, Remera, Gikoni, Mbazi, Ngara, Kabinzi, Kirambi, Nyagisozi) 
Rwamiko (ex secteurs : Mata, Ruramba, Rwamiko, Gorwe, Runyinya, Bukoro ou Rukoro, Matyazo, Gisorora...) 

##### Les ex communes de l'ancienne préfecture de Butare[12]
Gishamvu (secteurs : Mukuge, Nyakibanda, Sheke, Gikunzi, Gishamvu, Musange (appartient à Huye normalement) Mubumbano, Liba, Sholi )
Huye (secteurs : Mpungwe, Sovu, Nyanza, Rukira, Mpare, Musange...)
Kibayi (secteurs : Runyinya, Mukindo, Shyombo, Mukomacara, Nyagaburu, Kibayi, Saga, Rwamiko, Joma) 
Kigembe (secteurs : Ngera, Kigembe, Karama, Ruhona ou Rubona, Fugi, Murama, Nyanza... )
Maraba (secteurs : Maraba, Kibanda, Tare, Rusagara, Kabusan.a, .unzazi, Gisakura, Nyangazi, Simbi, Cyarumbo, Shanga, Kabuye, Buremera)
Mbazi (secteurs : Mbazi, Kabuga, Mwulire, Mutunda, Karama, Muhororo, Mbogo, Gihindamuyaga)
Muganza (secteurs : Cyumba, Remera, Kivomu ou Kivumu, Mugombwa, Baziro, Muganza, Nyagahuru, Nyabitare, Gishubi...)
Mugusa (secteurs : Mugusa, Cyayi, Jurwe, Nyarugenge, Kibilizi, Mugogwe, Nyarubuye, Kimuna, Gafumba, Sanzu, Curusi, Gikonko)
Muyaga (secteurs : Muyaga, Muduha, Nyeranzi, Musha, Ramba, Mbogo, Mamba, Kabumbwe, Gakoma) 
Muyira (secteurs : Muyira, Mutara, Munyinya, Busoro, Nyakibungo, Nyamiyaga...)
Nyabisindu (secteurs : Mushyirarungu, Rwabicuma, Nyarusange, Gacu, Rwesera, Busasamana, Gahondo, Nyanza, Runga, Kibinja...)
Rusatira (secteurs : Kinazi, Buremera, Kato, Kabona, Rusabizi ? Ou rusatira; Nyagisenyi, Kigarama, Gahana, Maza)
Ndora (secteurs : Gisagara, Karama, Kinazi, Muzenga, Ndora, Cyamukuza, Mukande...) 
Ngoma (secteurs : Sahera, Ngoma, Tumba, Cyarwa, Cyarwa-Cyimana, Butare)
Ntyazo (secteurs : Kagunga, Ruyenzi, Karama, Gisasa, Kibilizi (ou Kibirizi), Mbuye, Ntyazo, Cyanvuzo, Gatonde, Nyamure, Kayanza...)
Nyakizu (secteurs : Cyahinda, Muhambara, Nyagisozi, Mwoya, Kibangu, Naramba, Gihango, Cyuna, Gasasa, Maraba...)
Nyaruhengeri (secteurs : Gikore, Rwimpyisi, Rusagara, Ringanwe, Bimba, Nyaruhengeri, Nyange, Kibilizi, Kansi...)
Ruhashya (secteurs : Ruhashya, Mara, Gatovu, Busheshi, Sheke, Kibika, Gashoba...)
Runyinya (secteurs : Buhoro, Karama, Mpanda, Maliba, Mbasa, Pamba, Kibingo, Rukara, Gikombe, Raranzige, Kaburemera...)
Shyanda (secteurs : Kayenzi, Zivu, Buhoro, Munyegera, Buremera, Kiziguro...)

##### Les ex communes de l'ancienne préfecture de Cyangugu[14]
Bugarama (ex secteurs : Gikundamvura, Bunyereri, Nyabintare, Muganza, Bugarama, Muhehwe, Nzahaha na Kibangira)
Busozo (ex secteurs :  Muhehwe, Mukimbagiro... )
Cyimbogo (ex secteurs : Mururu, Mutongo, Cyete, Nyakarenzo, Winteko, Nyakanyinya, Cyato, Mibirizi, Gihundwe, Murehe, Nyamagana)
Gafunzo (ex secteurs :  Remera, Gabiro, Nyito, Bushenge, Gashirabwoba, Bumazi, Ruharambuga, Rwabidege, Nyamugali ou Nyamugari, Shangi, Gabiro, Mugera, Mukoma, Nyabitekeri, Bugeza, Bunyangurube, Bunyenga, Nyabitekeri)
Gatare (ex secteurs : Karambi, Mugomba, Ngange, Cyiya, Kagunga, Buhoro, Macuba, Rukanu, Birembo, Muraza, Rumamfu, Rugano, Mwasa)
Gishoma (ex secteurs : Gashonga, Gisagara, Rwimbogo, Ntenyi, Nyenji, Kiranga, Rukunguri, Kimbagiro, Butambamo, Ruhoko)
Gisuma (ex secteurs : Shagasha, Munyove, Isha, Ntura, Biguzi, Mwito, Remera, Bugungu, Bushenge, Rusambu, Bumazi, Gashirabwoba, Giheke) 
Kagano (ex secteurs :, Rambira, Mukingi, Bushekeri, Nyakabingo, Nyamasheke, Mubumbano, Kagano, Butambara, Ngoma, Kagarama)
Kamembe (ex secteurs : Kamembe, Gihundwe, Muhari, Rwahi, Nkanka, Cyibumba, Mparwe, Bugumira, Rusunyu)
Karengera (ex secteurs : Ruharambuga, Rwabidege, Nyamuhunga, Rwintare, Karambo, Karengera, Nyanunda, Kanyinya, Butare, Rurama, Gasumo, Bweyeye) 
Kirambo (secteurs : Gahisi, Mpabe, Rangiro, Rwumba, Yove, Kanjongo, Ruheru, Gitongo, Cyato, Tyazo)
Nyakabuye (ex secteurs : Kigurwe, Matare, Muhanga, Runyanzovu, Nkungu, Nyamubembe, Nyamaronko, Nyakabuye, Gitambi, Kaboza)

##### Les ex communes de l'ancienne préfecture de Kibuye[15]
Bwakira (ex secteurs : Cyantare,Cyanyanza,Mugunda,Murambi,Murundi,Musasa,Ngoma,Nyabinombe,Nyabiranga,Rusengesi,Shyembye) 
Gishyita (ex secteurs : Bisesero,Gishyita,Mara,Mpembe,Mubuga,Murangara,Musenyi,Ngoma) 
Gisovu (ex secteurs : Gikaranka,Giko,Gisovu,Gitabura,Kavumu,Muramba,Rugaraga,Rwankuba,Twumba) 
Gitesi (ex secteurs : Bubazi, Burunga, Buye, Bwishyura, Gasura, Gitarama, Gitesi, Kagabiro, Kayenzi, Mbogo, Rubazo, Ruragwe) 
Kivumu (ex secteurs : Bwira,Gasave,Kibanda,Kigali,Kivumu,Mwendo,Ndaro,Ngobagoba,Nyange,Rukoko,Sanza)
Mabanza (ex secteurs : Buhinga,Gacaca,Gihara,Gitwa,Kibirizi,Kibingo,Kigeyo,Mukura,Mushubati,Ngoma,Nyagatovu,Nyarugenge,Rubengera,Rukaragata)
Mwendo (ex secteurs : Biguhu, Rucura, Gisayura, Shoba, Ruganda, Mutuntu, Mugano, Kigoma, Gahengeri, Gashali,Kagunga) 
Rutsiro (ex secteurs : Birambo,Bwiza,Gasovu,Gatoki,Gihango,Gitebe,Kagano,Manihira,Muhira,Nyarucundura,Rugarambiro,Rugote,Rusebeya)
Rwamatamu (ex secteurs : Butembo,Cyiza,Gihombo,Gitsimbwe,Kilimbi,Mahembe,Mugozi,Nyabinaga,Nyagahima,Nyagahinga,Ruvumbu,Rwabisindu)

### Les 12 préfectures du Rwanda (1996-2002)
Le 19 avril 1996 est créée la nouvelle préfecture de l'Umutara, constituée d'une partie des préfectures de Byumba et Kibungo.

### Les ex communes de l'ancienne préfecture de l'Umutara[9]
Bugaragara
Gabiro
Kagitumba
Kahi
Karangazi
Murambi
Muvumba
Nyagatare
Rwisirabo

### Les douze provinces du Rwanda (2002-2006)
Les douze préfectures prennent le nom de provinces.